# Benjamin Wolff
Benjamin Wolff, född den 4 augusti 1970 i Stockholm, är en svensk dokumentärfilmare och TV-producent. Efter studier vid Dramatiska Institutet arbetade han som radioproducent 1997-2000. Därefter har han ägnat sig åt TV-produktion på SVT och dokumentärfilm. Wolff har tillsammans med Stina Gardell regisserat "Se mig!" 2002 och "Den perfekta araben" 2004. Han har också bland annat regisserat  "Med ögon känsliga för grönt" - en film om Barbro Hörberg och "Mitt judiska jag" 2019.